# Young Heart (álbum de Birdy)
Young Heart es el cuarto álbum de estudio de la cantante británica Birdy (nombre artístico de Jasmine van den Bogaerde). Su lanzamiento está previsto para el 30 de abril de 2021. El álbum fue anunciado el 22 de enero de 2021 junto con la publicación de su primer sencillo: «Surrender».

## Historia
Después del lanzamiento de Beautiful Lies de 2016, Birdy se tomó un descanso en la música; hasta que, finalmente regresó en 2020 con el lanzamiento de un EP titulado: «Piano SKetches». Para grabar el álbum, Birdy ha trabajado con los productores Ian Fitchuk y Daniel Tashian, quienes previamente habían trabajado en el álbum Golden Hour de Kacey Musgraves en 2018.

## Lanzamiento
Young Heart se lanzará en CD, casete, vinilo y formatos digitales. Un exclusivo LP de vinilo de 140g de color púrpura está disponible en el sitio web de Birdy, que está hecho de plástico 100% reciclado y las fundas internas y externas del LP están hechas de papel 100% reciclado.

## Recepción de la crítica
El Times elogió el álbum, otorgándole cuatro estrellas, por sus "sentimientos tan poco cínicos y abiertos que es imposible no dejarse seducir". Una reseña de cuatro estrellas de NME elogió el álbum como un "álbum magnífico que captura perfectamente el viaje serpenteante que te lleva la angustia" y elogió el estilo más sencillo de las canciones por permitir que las emociones de Birdy salieran a la luz. Sin embargo, la revisión criticó el impulso de la lista de canciones de 16 canciones con "River Song" y "Little Blue". Asimismo, Lauren Murphy para The Irish Times escribe que a veces "Young Heart es demasiado largo para su propio bien". En contraste, una revisión de 7/10 de The Line of Best Fit lo calificó como una "adición coherente a un catálogo ya encantador de Birdy" que es "consistente de principio a fin".

## Lista de canciones
| Edición Estándar |                                       |                                            |                 |          |  |
| N.º              | Título                                | Escritor(es)                               | Productor(s)    | Duración |  |
| 1.               | «The Witching Hour – Intro»           | Jasmine Van den Bogaerde Daniel Tashian    | Fitchuk Tashian | 0:49     |  |
| 2.               | «Voyager»                             | Van den Bogaerde Ian Fitchuk Tashian       | Fitchuk Tashian | 4:26     |  |
| 3.               | «Loneliness»                          | Van den Bogaerde Jamie Scott               | James Ford      | 3:22     |  |
| 4.               | «The Otherside»                       | Van den Bogaerde Fitchuk Tashian           | Fitchuk Tashian | 3:26     |  |
| 5.               | «Surrender»                           | Van den Bogaerde Fitchuk Tashian           | Ford            | 3:54     |  |
| 6.               | «Nobody Knows Me Like You Do»         | Van den Bogaerde                           | Birdy           | 4:57     |  |
| 7.               | «River Song»                          | Van den Bogaerde Fitchuk Tashian           | Fitchuk Tashian | 3:45     |  |
| 8.               | «Second Hand News»                    | Van den Bogaerde Jonathan Wright           | Ford            | 4:08     |  |
| 9.               | «Deepest Lonely»                      | Van den Bogaerde Neil Ormandy              | Ford            | 3:52     |  |
| 10.              | «Lighthouse»                          | Van den Bogaerde Rachel Furner             | Fitchuk Tashian | 3:33     |  |
| 11.              | «Chopin Waltz in A Minor (Interlude)» | Frédéric Chopin                            | Tashian         | 0:45     |  |
| 12.              | «Evergreen»                           | Van den Bogaerde Benjamin Jaffe Wendy Wang | Fitchuk Tashian | 3:32     |  |
| 13.              | «Little Blue»                         | Van den Bogaerde Bastian Langebaek         | Fitchuk Tashian | 3:03     |  |
| 14.              | «Celestial Dancers»                   | Van den Bogaerde Foy Vance James Ford      | Fitchuk Tashian | 5:19     |  |
| 15.              | «New Moon»                            | Van den Bogaerde Fitchuk Tashian           | Fitchuk Tashian | 3:32     |  |
| 16.              | «Young Heart»                         | Van den Bogaerde Ethan Johns               | Fitchuk Tashian | 5:58     |  |

## Posicionamiento en listas

### Semanales
| Listas (2021)                   | Mejor posición |
| ------------------------------- | -------------- |
| Austria (Ö3 Austria)            | 25             |
| Bélgica (Ultratop flamenca)     | 19             |
| Bélgica (Ultratop valona)       | 22             |
| Países Bajos (Album Top 100)    | 18             |
| Francia (SNEP)                  | 90             |
| Alemania (Offizielle Top 100)   | 23             |
| Hungría (MAHASZ)                | 13             |
| Irlanda (IRMA)                  | 58             |
| Escocia (Scottish Albums Chart) | 9              |
| Suiza (Schweizer Hitparade)     | 11             |
| Reino Unido (UK Albums Chart)   | 4              |

## Historial de lanzamiento
| País   | Fecha               | Formato | Discográfica | Ref.                 |
| ------ | ------------------- | ------- | ------------ | -------------------- |
| Varios | 30 de abril de 2021 | CD      | Atlantic     | [ 21 ] [ 22 ] [ 23 ] |